# Ванька (фільм)
«Ванька» — російський кінофільм режисера В'ячеслава Лаврова, що вийшов на екрани у 2013 році.

## Зміст
Товстунка Даша працює коректорому глянцевому журналі. Здоровий глузд і життєвий досвід підказують Даші не плекати ілюзій і не розраховувати на щасливе влаштування особистого життя. Тому Даша замінює особисте життя детективами, серіалами і тістечками, які поглинає в промислових розмірах. Майже одночасно поряд із Дашею з'являються двоє чоловіків, які перевертають з ніг на голову її звичний і розмірений життєвий уклад. Один із них — це високий красень Стас, новий сусід. Даша закохується в Стаса з першого погляду, але навіть не сподівається на взаємність. Другий — восьмирічний племінник Ванька, за яким Даша погоджується наглядати, поки її сестра (мама Ваньки) шукає своє забезпечене щастя в Сочі. Ванька робить життя Даші боротьбою за виживання. Хлопчисько не може прожити і години без пустощі, і перетворює будинок тітки на смугу перешкод. Цілими днями Даша або ліквідує наслідки Ванькіних витівок, або ганяється за племінником з ременем. Це відмінно позначається на фігурі Даші, але не тільки: всупереч усьому Ванька сприяє зближенню Даші та Стаса.

## Ролі
| Актор               | Роль |
| ------------------- | ---- |
| Марія Бортник       | -    |
| Максим Саприкін     | -    |
| Антон Батиров       | -    |
| Олександра Назарова | -    |
| Наталія Дворецька   | -    |
| Олександр Ковальов  | -    |
| Наталья Кудряшова   | -    |
| Андрій Стоянов      | -    |
| Лідія Кузнєцова     | -    |
| Аліна Тихонова      | -    |

## Знімальна група
- Режисер — В'ячеслав Лавров
- Сценаристи — Ольга Степнова, Дмитро Степанов
- Продюсери — Наталія Короткова, Наталя Білан, Влад Ряшин
- Композитор — Анатолій Зубков